# Sonnenfinsternis vom 17. April 1996
Die partielle Sonnenfinsternis vom 17. April 1996 fand im südpazifischen Raum statt, einem Gebiet mit nur sehr wenigen Inseln. Zwar lag auch Neuseeland in der Finsterniszone, doch dort war der Bedeckungsgrad sehr gering: Weniger als 10 Prozent der Sonnenscheibe wurden vom Mond bedeckt.
Es war die letzte partielle Sonnenfinsternis des Saros 148 in dessen Aufbauphase, die mit 20 partiellen Finsternissen ungewöhnlich lang war. Die folgende Sonnenfinsternis des Saros 148 die am 29. April 2014 stattfand und dessen 42 folgenden sind allesamt zentrale Finsternisse. Diese sind zunächst ringförmig und gehen später in totale Sonnenfinsternisse über. Danach folgt die Abbauphase mit 12 weiteren partiellen Sonnenfinsternissen. Insgesamt umfasst Saros 148, der vom 21. September 1653 bis zum 12. Dezember 2987 aktiv ist, 75 Finsternisse in der Folge:
- 20 partielle, 2 ringförmige, 1 ringförmig-totale, 40 totale und 12 partielle